# Hrádeček (přírodní památka)
Hrádeček je přírodní památka v okrese Prachatice. Spravuje ji Krajský úřad Jihočeského kraje. Chráněno je údolí potoka Melhutky mezi Třebanickou nádrží a Dolním hrabovským rybníkem na území městyse Lhenice, v katastrálních územích Třebanice a Hrbov u Lhenic.

## Předmět ochrany
Důvodem ochrany je údolí potoka Melhutky s výskytem bledule jarní (Leucojum vernum). Údolí Melhutky je v 700 metrů dlouhém úseku v masivu Velkého (571 m n. m.) a Malého Hrádečku (509 m n. m.) průlomové se skalnatými srázy a menšími sutěmi. Nad i pod tímto úsekem se údolí otevírá, má mírné svahy a vyvinutou potoční nivu.